# Matamba
Matamba è una circoscrizione mista (mixed ward) della Tanzania situata nel distretto di Makete, regione di Njombe. Conta una popolazione di 10 441 abitanti (censimento 2012).